# Spanair

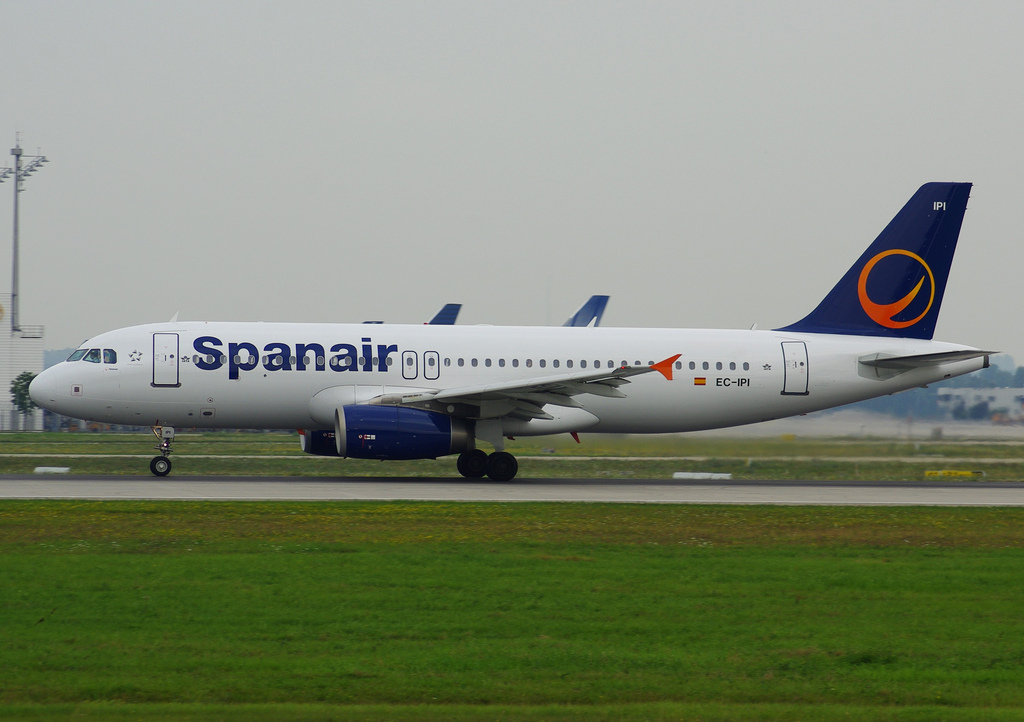
A320 de Spanair.

Spanair fue una compañía aérea española constituida en 1986 y que cesó sus operaciones el 28 de enero de 2012 tras entrar en concurso de acreedores. Creada en 1986 por SAS y Teinver (sociedad de inversiones de Gonzalo Pascual y Gerardo Díaz Ferrán). Desde 2009, su accionariado estuvo compuesto en un 80,1% por la sociedad "Iniciatives Empresarials Aeronàutiques S.A." (IEASA), participada por instituciones y empresarios catalanes y un 19,9% lo mantenía SAS. Desde el 14 de septiembre de 2009 tenía su sede central en Hospitalet de Llobregat, cerca de Barcelona. Spanair fue una aerolínea con importante participación directa e indirecta del Gobierno Catalán, considerada como una compañía semipública estratégica para elevar el Aeropuerto Internacional de Barcelona y convertirlo en un centro neurálgico intercontinental. Fue denunciada por la Asociación Europea de Aerolíneas de bajo coste (donde participan Vueling y Ryanair) por haber recibido subvenciones públicas del gobierno catalán.
En agosto de 2008 sucedió el accidente del vuelo 5022 de Spanair, que dejó 154 muertos.
El 27 de enero de 2012 la compañía preparó la solicitud para suspender su actividad de vuelos al enfrentarse a fuertes pérdidas y un alto endeudamiento tras la negativa de Qatar Airways de entrar en el capital. Finalmente, «Spanair comunicó a Fomento, a través de la Agencia Estatal de Seguridad Aeronáutica, a las 20.16 horas de esa tarde la suspensión de las operaciones que se hizo efectiva a partir de las 02.00 horas del sábado 28 de enero», concluyendo así más de 25 años de vuelos en España. La sección sindical del SEPLA en Spanair presentó el día lunes 30 por la mañana ante el Juzgado de lo Mercantil de Barcelona un concurso necesario de acreedores, con la intención de adelantarse a la empresa. Spanair, con un pasivo de 474 millones de euros, anunció por su parte la presentación en breve de un ERE sobre toda la plantilla.

## Historia

### Fundación
Aunque fundada como sociedad en diciembre de 1986 (Spanair S.A.), no fue hasta marzo de 1988 cuando empezaron las operaciones de vuelo. Inicialmente funcionaba en exclusiva como compañía chárter, transportando pasajeros entre España, básicamente a Baleares, Canarias y el resto de Europa.

### Vuelos regulares

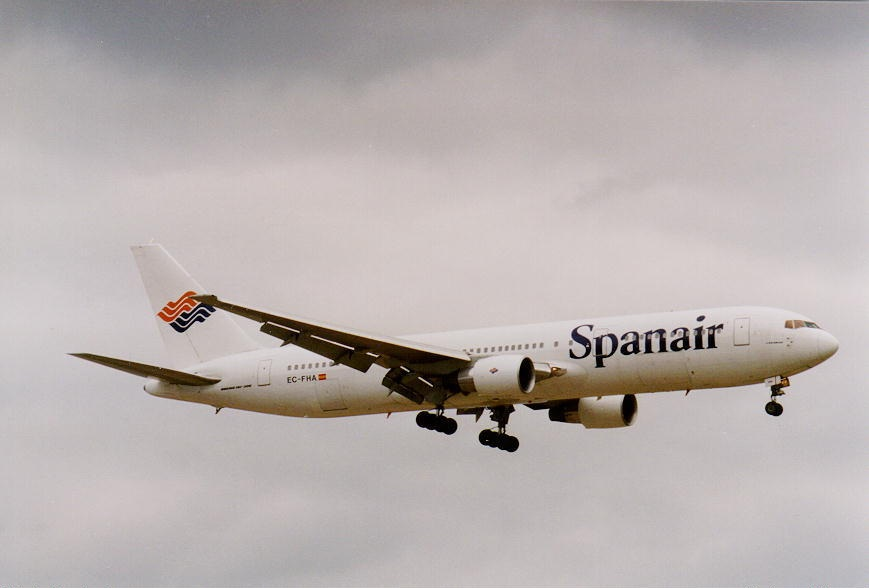
Boeing 767-3Y0ER de Spanair aterrizando en el aeropuerto de Copenhague-Kastrup en 1999.

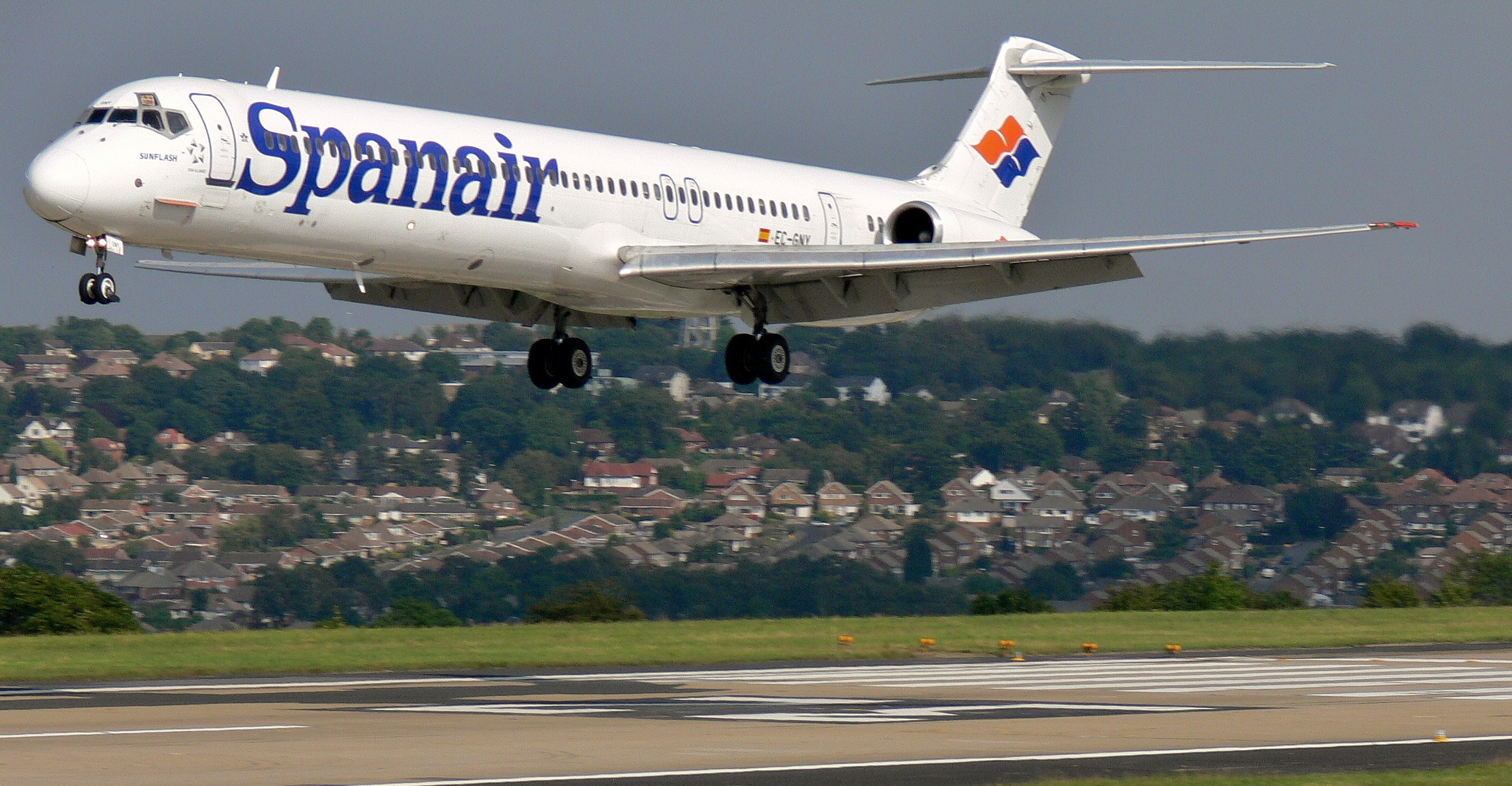
MD-83 de Spanair en Aeropuerto Leeds Bradford.

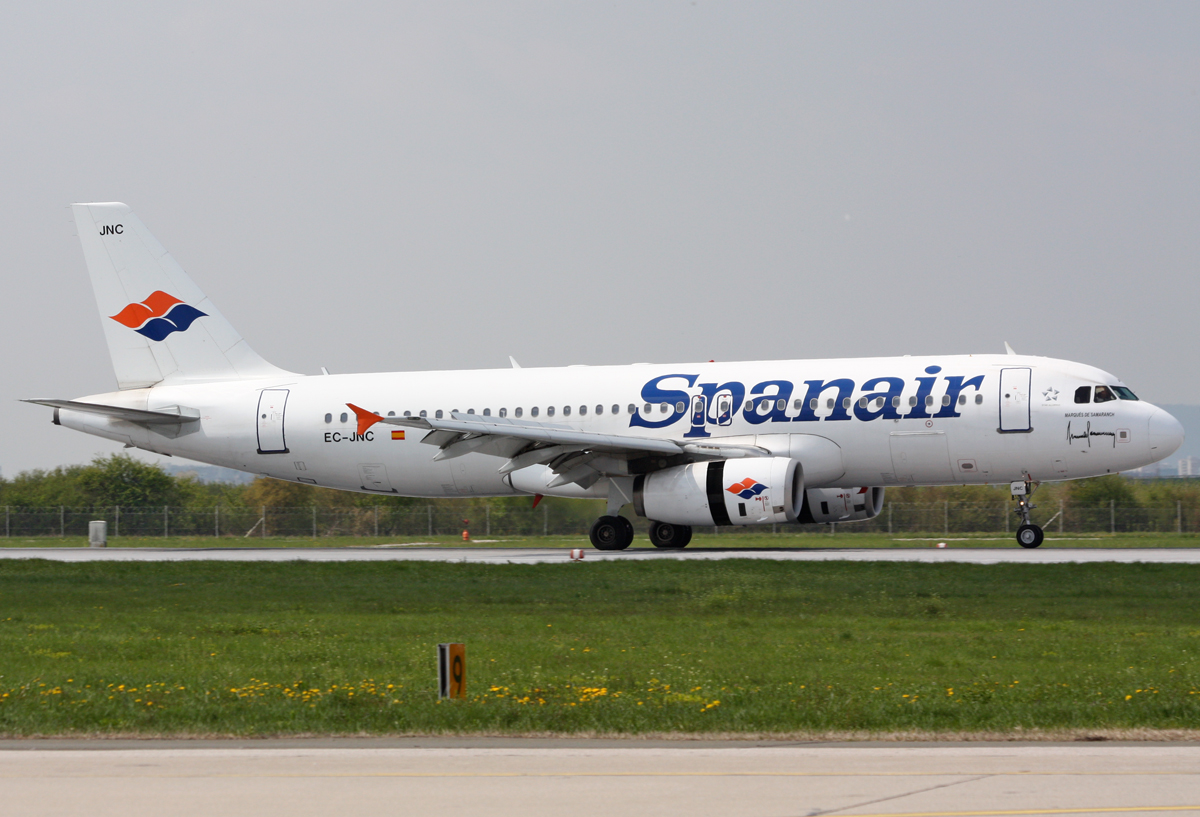
A320 de Spanair.

El año 1994 fue de vital importancia en la historia de Spanair, ya que, tras la finalización del monopolio del grupo Iberia en los vuelos regulares en el mercado doméstico español (Aviaco, Binter Canarias, Binter Mediterráneo y la propia Iberia) eran las únicas aerolíneas que podían operar vuelos de carácter regular en la España peninsular y los archipiélagos. Fue entonces cuando Spanair comenzó a operar en vuelos regulares nacionales, lo que supuso el fin del monopolio de Iberia. Poco después empezó también a operar vuelos regulares internacionales. En este proceso se creó también el servicio propio de asistencia en tierra (handling), que acabó convirtiéndose en Newco; así como la compañía de venta de billetes Fuerza de Ventas.
En 1997 se hizo un segundo gran avance al implantarse una serie de vuelos regulares intercontinentales desde Madrid, con el Aeropuerto Internacional Washington-Dulles como primer destino. A medida que se incorporaron nuevos aparatos, se añadieron destinos como São Paulo, Río de Janeiro, Buenos Aires y La Habana. En su momento llegó a contar con tres Boeing 767 de la serie -300 en su flota, dos propiedad de Spanair y uno en alquiler de la austriaca Lauda Air.
A finales de los 90 y después de un proceso de estudio en el que se consideraron diversas posibilidades, se firmó un acuerdo con Airbus en 1999 para renovar la flota de MD-80s por aviones de la familia A-320.

### Después del 11-S
Como consecuencia de los atentados del 11-S y la posterior crisis económica en las líneas aéreas, Spanair canceló sus vuelos intercontinentales y se deshizo de los Boeing 767, pasando a cubrir dichas rutas con vuelos de código compartido.

### Star Alliance
Fue el 1 de mayo de 2003 cuando Spanair entró a formar parte de Star Alliance, la alianza de compañías aéreas más importante del mundo.
Spanair tenía una amplia oferta de vuelos regulares en España, y también tenía diversos destinos en Europa y África, con el objetivo de conquistar al viajero de negocios.
La oferta de vuelos nacionales, sin embargo, se vio afectada por la implantación del servicio AVE entre Madrid y ciudades como Málaga o Barcelona.

### Accidente aéreo

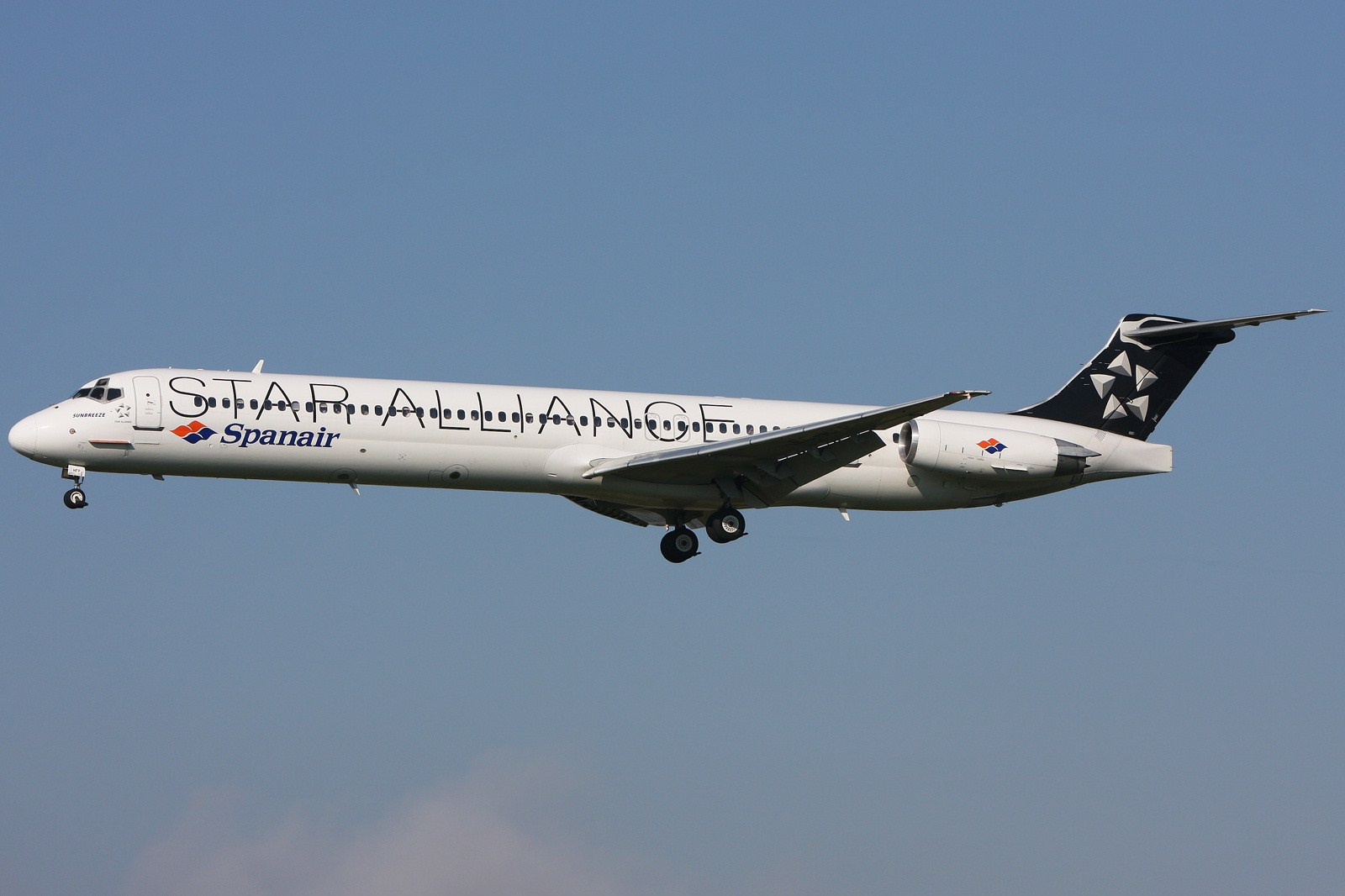
Avión accidentado en el Vuelo JK 5022 de Spanair, con pintura de acabado "Star Alliance".

El 20 de agosto de 2008, a las 14:24, un avión McDonnell Douglas MD-82 matrícula EC-HFP "Sunbreeze" del Vuelo JK 5022 de Spanair se estrelló con 166 pasajeros y 6 miembros de la tripulación a bordo en el Aeropuerto de Madrid-Barajas. El MD82 de la compañía Spanair realizaba la ruta regular hacia Gran Canaria; y a la hora de alcanzar la velocidad de rotación, inició un débil ascenso pero volvió a caer sobre la pista, en la que ya no quedaba distancia para frenar y se salió de la pista, cayendo finalmente en un arroyo cercano, aún dentro del recinto aeroportuario, partiéndose en 2 y calcinándose en el momento.
La razón fue una cadena de pequeños errores: Los pilotos olvidaron colocar los flaps y slats en posición para el despegue. Dicho olvido sucedió porque la alarma de mala configuración de despegue que debería haberles avisado a tiempo (TOWS) no sonó. La alarma no se activó debido a una desconexión previa del relé 2-5, por parte del personal de mantenimiento. Dicha desconexión, fue efectuada siguiendo instrucciones precisas del manual del fabricante, para solucionar una incidencia de sobrecalentamiento de la sonda RAT. Al desactivar ese circuito para deshabilitar la sonda RAT, también se deshabilitaba la alarma del TOWS, efecto que no estaba documentado en los manuales del personal de mantenimiento por supuesta dejadez del órgano competente en materia de seguridad aérea en España, la por entonces Dirección General de Aviación Civil (DGAC), ya que existía una actualización de ese manual que nunca llegó a manos de los técnicos de Spanair.
Murieron 154 personas, la última en un hospital de la comunidad de Madrid, 3 días después del accidente. Según referían los medios, el avión, que había pertenecido antes a la aerolínea surcoreana Korean Air, ya salía con retraso al haberse demorado su partida por problemas técnicos. El avión tenía 15 años de antigüedad; su primer vuelo fue el 1 de noviembre de 1993 con la compañía surcoreana Korean Air y en 1999 pasó a manos de Spanair en régimen de leasing de General Electric Capital Aviation Services (GECAS), quién era el propietario desde el 12 de mayo de 1998 cuando lo compró a Korean Air.

### Etapa catalana

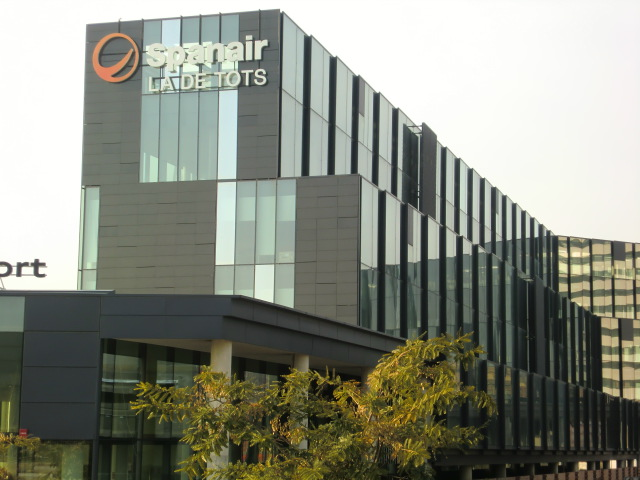
Sede de Spanair en Hospitalet de Llobregat.

El 31 de marzo de 2009, se completó la venta a los nuevos propietarios, constituyéndose el consejo de administración, con Ferran Soriano como presidente, Benny Zakrisson (SAS) vicepresidente, Rafael Suñol, Maria Reig, Carles Tusquets (Catalana d'Iniciatives), Joan Gaspart, Jordi Clos, Jordi Mestre (Turisme de Barcelona), Agustí Cordón (Fira de Barcelona), Lars Lindgren (SAS), Jordi Bagó, Miquel Martí y Josep Mateu (Volcat 2009), consejeros. De ellos Soriano, Zakrisson, Suñol, Mateu y Gaspart, integraban la comisión ejecutiva.
El 17 de junio de 2009 Spanair realiza, ya con nuevo logotipo, el vuelo de inauguración de la terminal 1 del aeropuerto de Barcelona. El primer día de operaciones desde la nueva terminal concluye para Spanair sin incidencias importantes y buena puntualidad. Paralelamente se manifiestan en la sede de Palma de Mallorca, muchos de sus trabajadores ante la falta de información sobre su posible traslado a Barcelona, nueva sede de la empresa. El personal administrativo y gran parte del equipo gestor, muchos de amplia experiencia, temen por sus puestos de trabajo.
Las continuas ayudas de la Generalidad de Cataluña a Spanair, llevaron a la asociación de aerolíneas ELFAA a demandar a Spanair ante el Comisario Europeo de Competencia por violación de la legislación europea de libre competencia, al recibir cuantiosas ayudas sin justificación económica alguna. Además, acusaban a Spanair de haber utilizado las ayudas e inyecciones de capital para llevar a cabo una guerra de precios predatoria en rutas donde tenía competencia con otras aerolíneas y de derrochar recursos en grandes campañas de marketing.
La cúpula directiva, aunque los números no salían, cobraron salarios muy altos. El presidente, Ferran Soriano empezó con salario inicial de 600.000 euros, aunque se rebajó a la mitad, 300.000, para que pudiera dedicarse a otras actividades solo el mes antes de cerrar y presentar el concurso de acreedores. Su gestión acabó con un concurso de acreedores de más de 400 millones.

### Últimos meses y quiebra
En junio de 2011, Spanair contactó con el banco francés de inversiones Lazard para encontrar uno o varios inversores interesados en el proyecto de Spanair. Finalmente, en noviembre de ese mismo año y tras varios encuentros con aerolíneas de Star Alliance entre las que se encontraban sus socias Lufthansa, Singapore Airlines y Turkish Airlines y la negativa de las mismas para hacerse con un porcentaje en el accionariado de la aerolínea española, Qatar Airways de Catar y Hainan Airlines de China anunciaron que estaban estudiando la compra de hasta un 49% de la aerolínea para iniciar inmediatamente vuelos de largo radio hacia América y Asia. Al poco tiempo, la aerolínea china, considerada una de las mejores del mundo, abandonó las negociaciones con Spanair para centrarse en su negocio hotelero y ampliar conexiones a Estados Unidos. Mientras tanto, el Gobierno catalán y el ayuntamiento de Barcelona anunciaron un aumento en las ayudas públicas con 10 millones de euros y 25 millones de euros más posteriormente. Finalmente, tras meses de espera y reuniones relámpago de los consejeros catalanes al emirato, el día 27 de enero de 2012 Qatar Airways anunció que no invertiría en Spanair tras la negativa de la Unión Europea a retirar las denuncias por ayudas ilegales de la ELFAA (donde participan Vueling y Ryanair, entre otras), esa misma tarde la Generalidad de Cataluña también dejaba de invertir dinero público en Spanair. Tras varias horas de negociaciones, Spanair decidió poner fin a su sangría de dinero y decidió cesar todas sus operaciones el día 28 de enero de 2012 a las 02:00h, despidiendo a 2.000 empleados directos (y 2.000 indirectos) y enterrando más de 25 años en la historia de la aviación española, además de grandes cantidades de dinero público.

## Propiedad

### Proceso de venta 2007 - 2008
En junio de 2007 SAS anunció la puesta en venta todos sus activos no estratégicos, entre ellos, su participación en las compañías aéreas no escandinavas (bmi, y Spanair). Inicialmente Marsans, cofundadora de la compañía confiaba en que se llevaría a cabo una venta rápida y sin problemas. Sin embargo, la entrada en escena de una oferta de Iberia, a su vez en venta, acabó por propiciar una ruptura en las negociaciones entre SAS y Gonzalo Pascual. Así mismo mostraron interés otros grupos como Nefinsa (propietaria de Air Nostrum) y Gadair.
Ante el temor de que se implicara el servicio anti competencia, Iberia se asoció con la empresa Gestair, que se quedaría con la mayoría del accionariado. Además ha asegurado que cedería rutas para reducir su cuota de mercado. Sin embargo declaraciones recientes de hacen temer por la viabilidad de esta oferta. Ante el temor de las entidades catalanas de que si Iberia se hace finalmente con Spanair, El Prat perderá todavía más protagonismo (teniendo en cuenta que Iberia lleva varios años reduciendo su presencia), ha contestado que supondrá todo lo contrario, que incrementará su presencia en el aeropuerto de Barcelona.
Gadair, hasta ahora una compañía prácticamente desconocida, tiene participaciones en Air Nicaragua, Air Ecuador, Axis Lines y Gadair Gulf, sin que ninguna haya llegado a operar, así como un 51% en Hola Airlines, compañía fundada por Mario Hidalgo. Dicha empresa presentó la mejor oferta económicamente, y afirmaba que conservaría todos los puestos de trabajo. Además contaba con el apoyo financiero del fondo de inversiones lusocanadiense Longstock y del fondo de Abu Dabi, Bin Salem. Entidades de todo tipo de Cataluña han ofrecido públicamente su apoyo a esta oferta, por considerar que aportaría catalanidad y que sería la que más beneficiaría al Prat. Iberia, por su parte, prometió una apuesta firme por el Aeródromo de Barcelona, condicionado al éxito en Spanair y la fusión Clickair-Vueling.
A lo largo del proceso de venta SAS ha ido cambiando las fechas límite para la venta. En enero de 2008, durante FITUR, el presidente de SAS anunció que ésta tendría lugar en el segundo trimestre de 2008. En marzo se confirmó la presencia final de tres ofertas: la de Iberia más Gestair, la de Gadair y una tercera que se mantiene en el más absoluto de los secretos.
El 27 de marzo se hace pública la ruptura entre Gadair y Longstock y presenta una oferta por separado. Gadair se encuentra en estos momentos buscando financiación para respaldar sus planes. Longstock es propietario de dos compañías aéreas portuguesas, Air Luxor y Aerocondor. La primera fue declarada insolvente por el Gobierno portugués, mientras que la segunda solo cubría una ruta. Ante estas informaciones, SAS estableció que uno de los mayores condicionantes a la hora de valorar las ofertas era la solvencia económica y la capacidad demostrada de gestión, dejando fuera de las opciones la de Gadair.
La venta se complicó aún más con la presentación de unos pésimos resultados trimestrales. El 28 de abril, SAS presentó unas pérdidas de 1.134 millones de coronas suecas (121 millones de euros) de enero a marzo de 2008, de las que 382 millones (41 millones) correspondían a Spanair, cifras similares al 2007. El director general, Mats Jansson, aprovechó para volver a cambiar la fecha límite en cuanto a la decisión de la venta al final del segundo trimestre. Durante la presentación de los resultados del primer trimestre de Iberia (perdió 400.000 euros), su director general, Fernando Conte señaló que el interés por la compra seguía vigente, pero que ante los cambios en el mercado por la crisis económica, era necesario el apoyo de los sindicatos para pasar el verano.
En esta misma época comenzó a rumorearse la posibilidad de que finalmente no se vendiera la compañía, y SAS se mantuviera al frente de la misma, incluso contrató una empresa consultora para elaborar un plan de futuro para Spanair. Así mismo, ante el fracaso de la oferta de Gadair, otro grupo de empresarios catalanes del entorno de la Fundación Privada de Empresarios (Femcat), comenzó a buscar financiación para presentar una oferta competitiva, aunque el organismo de inversión de la Generalidad, el Instituto Catalán de Finanzas (ICF), estableció que solo apoyaría al grupo empresarial si iba de la mano de una aerolínea. Es entonces cuando el grupo Marsans volvió a entrar en juego, aliándose con el grupo de empresarios catalanes. Por su parte Iberia, ante la falta de avance en el proceso, iba perdiendo interés.

### Participaciones notables
Desde que la sociedad Femcat adquiriera Spanair en 2008, la Generalidad de Cataluña y otras entidades públicas o semipúblicas invirtieron en la aerolínea como valor seguro para comenzar vuelos transcontinentales lo antes posible, pero las continuas pérdidas de la aerolínea aumentaron la participación del gobierno autonómico catalán en la empresa bajo la sociedad pública de inversión Avançsa, en la cual se invirtieron 10 millones de euros, entrando así la Generalidad en el consejo directivo de Spanair. Tras otra inversión de 10 millones de euros en 2011 la Generalidad pasó a controlar el 26,7% de la aerolínea de manera directa. La entrada en la compañía del gobierno público catalán fue mal visto por otras compañías catalanas como Vueling (principal competidora de Spanair), que junto con la arolínea de bajo costo irlandesa Ryanair presentaron una demanda contra Spanair para estudiar las ayudas públicas que se le concedieron. Por otra parte, la antigua propietaria de Spanair, SAS, fue reduciendo su accionario hasta el 10,6% para acabar desvinculándose de la misma. Como resultado, desde la propia aerolínea intentaron buscar un socio industrial que adquiriera parte de la compañía para salir de la crisis e iniciar lo antes posible los vuelos de largo alcance. El consejo de la aerolínea sondeó, tanto a aerolíneas de Star Alliance (la alianza global a la que pertenece Spanair desde 2003) como Lufthansa, Singapore Airlines y Turkish Airlines, y otras aerolíneas como Qatar Airways que mostraron su interés por invertir en Spanair. En mayo de 2011 Spanair anunció que estaba a punto de encontrar un socio industrial que adquiriera el 49% del aerolínea y que muy posiblemente éste sea la compañía turca Turkish Airlines Finalmente, a finales de octubre de 2011 la aerolínea anunció que se encontraba en conversaciones con la aerolínea catarí Qatar Airways y que ambas se encontraban cercanas a un acuerdo de compraventa del 49% de las acciones de la compañía. En este momento la aerolínea no opera pero si que opera en bolsa; al estar en concurso de acreedores puede invertir en bolsa. En este momento Spanair está realizando acuerdo con Star Alliance, con Qatar Airways y son SAS (Scandinavian Airlines System ahora es parte de SkyTeam.)

### Últimos años
| Acionista                         | Derechos de voto | Capital | Sociedad               | Capital | Control | Sociedad                                       | Capital |
| --------------------------------- | ---------------- | ------- | ---------------------- | ------- | ------- | ---------------------------------------------- | ------- |
| Generalidad de Cataluña           | 52,60%           | 41,99%  | Fira de Barcelona      | 24,10%  | 50,02%  | Iniciatives Empresarials Aeronàutiques (Ieasa) | 84,70%  |
| Generalidad de Cataluña           | 52,60%           | 41,99%  | Cimalsa                | 18,00%  | 100%    | Iniciatives Empresarials Aeronàutiques (Ieasa) | 84,70%  |
| Generalidad de Cataluña           | 52,60%           | 41,99%  | Avançsa                | 10,50%  | 100%    | Iniciatives Empresarials Aeronàutiques (Ieasa) | 84,70%  |
| Generalidad de Cataluña           | 52,60%           | 41,99%  | Catalana d'Iniciatives | 11,40%  | 13,5%   | Iniciatives Empresarials Aeronàutiques (Ieasa) | 84,70%  |
| Volcat 2009                       | 20,80%           | 20,80%  |                        |         |         | Iniciatives Empresarials Aeronàutiques (Ieasa) | 84,70%  |
| Consorcio de Turismo de Barcelona | 15,00%           | 15,00%  |                        |         |         | Iniciatives Empresarials Aeronàutiques (Ieasa) | 84,70%  |
| Catalana d'Iniciatives            | 11,40%           | 11,40%  |                        |         |         | Iniciatives Empresarials Aeronàutiques (Ieasa) | 84,70%  |
| SAS                               | 11,60%           | 11,60%  |                        |         |         |                                                |         |

## Alianzas
Spanair entró a formar parte de Star Alliance en mayo de 2003, donde es socia de compañías como Lufthansa o Thai Airways International. A través de esta alianza ofrecía rutas a 855 destinos en 155 países, con acceso a más de 650 salas VIP, pudiendo acumular los puntos de los programas de viajeros frecuentes de las distintas aerolíneas. Además, aunque en el viaje se utilizasen varias compañías en varios saltos, se podía facturar el equipaje directamente al destino final.
En el momento de su cierre, mantenía acuerdos comerciales para ofrecer rutas en código compartido con:
| - Adria Airways * - Aegean Airlines * - Air Canada * - AirBaltic - Air Europa (SkyTeam) - Asiana Airlines * - Blue1 * | - Aer Lingus - Austrian Airlines * - Bmi * - Brussels Airlines * - TAM Airlines * - Continental Airlines * - Croatia Airlines * | - EgyptAir * - Estonian Air - Lufthansa * - LOT Polish Airlines * - Singapore Airlines * | - Swiss International Air Lines * - TAP Portugal * - Thai Airways International * - Turkish Airlines * - United Airlines * - US Airways * |

Además, también mantenía acuerdos comerciales con otras aerolíneas para la venta de billetes en su página y viceversa; entre estas se encontraban aerolíneas como Aerolíneas Argentinas o Qatar Airways.
En su última etapa Spanair había abierto parte de su capital a las aerolíneas de Star Alliance y pretendía buscar una compañía que le proporcionase asidio económico y que significara un futuro fuerte.

## Servicios

### Facturación
Spanair disponía de facturación por internet y a través de máquinas instaladas en los aeropuertos, o con los mostradores tradicionales. Ofrecía a los pasajeros con tarifa Premium o Traveler, facturación en mostradores especiales, para evitar colas. A través de Star Alliance, disponía de facturación directa al destino, sin necesidad de recoger el equipaje en cada escala.

### Salas VIP
Spanair poseía salas VIP en Madrid, Barcelona y Bilbao. Además, los pasajeros de Spanair podían acceder a las salas VIP del resto de aerolíneas de Star Alliance (unas 660). En dichas salas se ofrecían servicios de prensa, bar, internet y equipo de oficina.

### Tarjeta de embarque móvil
Es un sistema puesto en marcha por Spanair en el que los pasajeros que salieran de Madrid, Barcelona o Bilbao e hiciesen uso de la facturación por internet, podían solicitar el envío de un mensaje a su móvil a través del servicio de mensajería multimedia con un código bidimensional con el que podrían retirar un recibo en máquinas automáticas, y con éste pasar los controles de seguridad y embarcar.

### Garantía de puntualidad
Dentro de la lucha por diferenciarse de la competencia, Spanair lanzó en febrero de 2001 el programa Garantía de puntualidad, según el cual, si el avión cerraba sus puertas 15 minutos o más tarde respecto a la hora programada de salida, el pasajero sería compensado con otro billete gratuito o un descuento en su siguiente viaje, dependiendo de la clase en la que volase.

### Clases Spanair
Spanair disponía de dos clases a bordo de su flota. La Traveler Class (Clase Turista) y la Premium Class (Clase Premium).
En Traveler Class, Spanair permitía el embarque de un bulto como equipaje de mano de 10 kg, además de una maleta de 23 kg facturada. En ciertos vuelos de medio-largo recorrido con elevado flujo migratorio (como Bamako, Banjul o Árgel) también permitía la facturación de hasta 32 kg de equipaje repartidos hasta en 2 bultos. A bordo de la Traveler Class, se ofrecía un servicio de menú de pago (buy-on-board) y en determinados vuelos de duración superior a 2:45 horas también un servicio de auriculares de pago así como mantas y cojines gratuitos para determinados vuelos nocturnos.
La Premium Class de Spanair ofrecía un servicio algo más moderado que el resto de las clases nobles de las compañías más grandes. Cuando la configuración del avión lo permitía el espacio entre asientos era mayor que en la clase económica, permitía la entrada en la Sala VIP, hasta 2 bultos de 40 kg facturados más 2 bultos en cabina de 10 kg cada uno, servicio de prensa, cátering business, mantas y cojines gratuitos en todos los vuelos, así como embarque prioritario y mostrador diferenciado.

### Programa de puntos
El programa de puntos o de viajero frecuente (frequent flyer) de Spanair se llamaba Spanair Star, y constaba de cuatro variantes:"Blue" "Silver", "Gold" y "Junior". Star Alliance permitía utilizar dichos puntos con cualquier otra compañía de la alianza y sumarlos entre sí.

### Compensación de CO2
A través de la página web de la compañía y en colaboración con Carbon Neutral Company se podía compensar la producción de CO2 que implicaba el trayecto del billete con la compra de bonos carbono.

## Flota histórica
La flota de Spanair (al 27 de enero de 2012) constaba de 20 aparatos almacenados y de 29 aparatos en activo que desde las 02:00h del día 28 de enero se encuentran en el aeropuerto de Barcelona-El Prat esperando ser devueltos a los propietarios, puesto que todos estaban en régimen de leasing. En 2022 se desconoce que fue del MD-82 que volaba la aerolínea, pero sí se sabe que los 4 MD-87 fueron retirados y transportados a los Estados Unidos, de los MD-83, uno de ellos pasó a formar parte de una pequeña compañía chárter americana, mientras que otro de ellos pasó a formar parte de la compañía Danish Air Transport hasta su retirada en 2021, se desconoce que fue de los restantes serie 83 de la aerolínea. Por otra parte, las aeronaves de Airbus han tenido una mida mucho más ajetreada, pues los 5 Airbus A321 vuelan para Vueling o Iberia, y los Airbus A320 han sido redistribuidos por diversas aerolíneas de todo el mundo, salvo uno de ellos que fue retirado en 2019.
Desde el nacimiento de Spanair en 1987, la aerolínea operó diferentes modelos de aviones. En su última etapa, la aerolínea inició un proceso de reducción de flota para centrarse en el corto y medio radio de los Airbus A320 y los Airbus A321, con la intención de realizar un gran salto hacia los vuelos transcontinentales desde España a partir de 2012.[cita requerida]   La flota restante de MD-80 iba a ser retirada en 2012.[cita requerida]
| Aeronaves               | Número | Introducido | Retirado | Matrículas |
| ----------------------- | ------ | ----------- | -------- | --- |
| Airbus A320-200         | 19     | 2000        | 2012     | EC-KEC, EC-HRP, EC-KOX, EC-KPX, EC-HXA, EC-IAZ, EC-ICL, EC-IEJ, EC-IIZ, EC-ILH, EC-IMB, EC-INM, EC-IOH, EC-IPI, EC-IVG, EC-IYG, EC-IZK, EC-JJD y EC-JNC |
| Airbus A321-200         | 5      | 2000        | 2012     | EC-HPM, EC-HQZ, EC-HRG, EC-IJU y EC-INB |
| Boeing 717-200          | 5      | 2000        | 2011     | EC-KHX, EC-KFR, EC-HOA, EC-KNE y EC-KRO |
| Boeing 757-200          | 8      | 1996        | 2002     | G-PIDS, G-RJGR, G-MCEA, G-DAJB, G-MONJ, PH-AHE, PH-AHI y G-OOOG                                                                                         |
| Boeing 767-300ER        | 3      | 1991        | 2002     | EC-FCU, EC-FHA y EC-HVG |
| Fokker 100              | 3      | 2005        | 2008     | EC-JDN, EC-IPV y EC-JJM |
| McDonnell Douglas DC-9  | 1      | 1989        | 1989     | EC-ENZ |
| McDonnell Douglas MD-82 | 11     | 1997        | 2010     | EC-HOV, EC-HFP, EC-HHP, EC-HJB, EC-HHF, EC-HFS, EC-HGJ, EC-HFT, EC-GTO, EC-GQZ y OY-KHE,                                                                |
| McDonnell Douglas MD-83 | 11     | 1988        | 2007     | SE-DFT, EC-GNY, EC-GHE, EC-FEQ, SE-DPI, EC-HVC, EC-HVX, EC-FVR, EC-FSY (re-reg. EC-GQG), EC-GHH y EC-EIG (re-reg. EC-GOM)                               |
| McDonnell Douglas MD-87 | 4      | 1996        | 2009     | EC-GKF, EC-HMI, EC-JYD y EC-KJE |

## Destinos
| Países                                 | Destinos                      | Aeropuertos                                     | Notas                         |
| África (6 países, 7 destinos)          | África (6 países, 7 destinos) | África (6 países, 7 destinos)                   | África (6 países, 7 destinos) |
| -------------------------------------- | ----------------------------- | ----------------------------------------------- | ----------------------------- |
| Argelia                                | Argel                         | Aeropuerto Internacional Houari Boumedienne     |                               |
| Argelia                                | Orán                          | Aeropuerto de Orán Es Sénia                     |                               |
| Gambia                                 | Banjul                        | Aeropuerto Internacional Yundum                 |                               |
| Ghana                                  | Acra                          | Aeropuerto Internacional de Kotoka              |                               |
| Malí                                   | Bamako                        | Aeropuerto Internacional de Bamako-Sénou        |                               |
| Libia                                  | Trípoli                       | Aeropuerto Internacional de Trípoli             |                               |
| Marruecos                              | Nador                         | Aeropuerto Internacional de Nador               |                               |
| Europa (10 países, 37 destinos)        |                               |                                                 |                               |
| Alemania                               | Berlín                        | Aeropuerto de Berlín-Tegel                      |                               |
| Alemania                               | Fráncfort del Meno            | Aeropuerto de Fráncfort del Meno                |                               |
| Alemania                               | Hamburgo                      | Aeropuerto de Hamburgo                          |                               |
| Alemania                               | Múnich                        | Aeropuerto Internacional de Múnich              |                               |
| Croacia                                | Dubrovnik                     | Aeropuerto de Dubrovnik                         | Estacional                    |
| Croacia                                | Zagreb                        | Aeropuerto de Zagreb-Franjo Tuđman              |                               |
| Dinamarca                              | Copenhague                    | Aeropuerto de Copenhague-Kastrup                |                               |
| España                                 | Alicante                      | Aeropuerto de Alicante-Elche                    |                               |
| España                                 | Avilés                        | Aeropuerto de Asturias                          |                               |
| España                                 | Barcelona                     | Aeropuerto Josep Tarradellas Barcelona-El Prat  | HUB (2009-2012)               |
| España                                 | Bilbao                        | Aeropuerto de Bilbao                            |                               |
| España                                 | Fuerteventura                 | Aeropuerto de Fuerteventura                     |                               |
| España                                 | Gerona                        | Aeropuerto de Gerona                            |                               |
| España                                 | Gran Canaria                  | Aeropuerto de Gran Canaria                      | Base                          |
| España                                 | Granada                       | Aeropuerto de Granada-Jaén                      |                               |
| España                                 | Ibiza                         | Aeropuerto de Ibiza                             |                               |
| España                                 | Jerez de la Frontera          | Aeropuerto de Jerez                             |                               |
| España                                 | La Coruña                     | Aeropuerto de La Coruña                         |                               |
| España                                 | Lanzarote                     | Aeropuerto César Manrique-Lanzarote             |                               |
| España                                 | Madrid                        | Aeropuerto Adolfo Suárez Madrid-Barajas         | Base                          |
| España                                 | Málaga                        | Aeropuerto de Málaga-Costa del Sol              |                               |
| España                                 | Menorca                       | Aeropuerto de Menorca                           |                               |
| España                                 | Mallorca                      | Aeropuerto de Palma de Mallorca                 | HUB (1988-2009)               |
| España                                 | Santiago de Compostela        | Aeropuerto de Santiago-Rosalía de Castro        |                               |
| España                                 | Sevilla                       | Aeropuerto de Sevilla                           |                               |
| España                                 | Tenerife                      | Aeropuerto de Los Rodeos                        |                               |
| España                                 | Tenerife                      | Aeropuerto de Tenerife Sur                      |                               |
| España                                 | Valencia                      | Aeropuerto de Valencia                          |                               |
| España                                 | Vigo                          | Aeropuerto de Vigo                              |                               |
| Finlandia                              | Helsinki                      | Aeropuerto de Helsinki-Vantaa                   |                               |
| Francia                                | Marsella                      | Aeropuerto de Marsella-Provenza                 |                               |
| Francia                                | Niza                          | Aeropuerto Internacional de Niza-Costa Azul     |                               |
| Italia                                 | Nápoles                       | Aeropuerto de Nápoles-Capodichino               | Estacional                    |
| Italia                                 | Venecia                       | Aeropuerto Internacional Marco Polo             |                               |
| Rusia                                  | Moscú                         | Aeropuerto Internacional de Moscú-Domodédovo    | Planificado, pero no operado  |
| Serbia                                 | Belgrado                      | Aeropuerto de Belgrado-Nikola Tesla             |                               |
| Suecia                                 | Estocolmo                     | Aeropuerto de Estocolmo-Arlanda                 |                               |
| Oriente Próximo (3 países, 3 destinos) |                               |                                                 |                               |
| Israel                                 | Tel Aviv                      | Aeropuerto Internacional Ben Gurión             |                               |
| Líbano                                 | Beirut                        | Aeropuerto Internacional Rafic Hariri de Beirut | Planificado, pero no operado  |
| Turquía                                | Estambul                      | Aeropuerto Internacional Sabiha Gökçen          |                               |

### Bases
Spanair tenía su principal base y centro de distribución de tráfico aéreo en el Aeropuerto de Barcelona, seguido en importancia por el que mantenía en el Aeropuerto de Madrid-Barajas, su Hub secundario. Spanair poseía bases en otros aeropuertos españoles (Palma de Mallorca, Gran Canaria, Tenerife Sur, Málaga-Costa del Sol,... ) pero después del E.R.E. que se llevó a cabo en diciembre de 2008, se redujo la plantilla y se cerraron todas las bases excepto las de Madrid y Barcelona y se trasladó la sede social y oficinas de la compañía desde Palma de Mallorca a Barcelona.

## Controversias
- A finales del 2007, el Instituto Nacional del Consumo (INC) denunció a varias compañías aéreas (entre ellas Spanair) por publicidad engañosa en su página web, como no incluir el precio final del billete en los anuncios. En mayo de 2008, el mismo instituto hizo público un comunicado señalando Spanair (y otras) habían subsanado las deficiencias.[66][67]

## Premios y certificaciones
- Spanair recibió el premio Alpha a la Excelencia en Marketing por su iniciativa con la Garantía de puntualidad.
- Spanair certificó el ISO 9001:2001 (Certified Corporate Quality Programme) y fue la primera aerolínea española en conseguir el certificado IOSA (IATA Operacional Safety audit.).

## Evolución
| Año  | Pasajeros  | Facturación en millones de euros | Resultado en millones de euros | Vuelos chárter en porcentaje | Pasajeros por km millones de RPKs | Empleados |
| ---- | ---------- | -------------------------------- | ------------------------------ | ---------------------------- | --------------------------------- | --------- |
| 1988 | 454.624    | 36                               |                                | 100                          |                                   |           |
| 1989 |            | 68                               |                                | 100                          |                                   |           |
| 1990 |            | 89                               |                                | 100                          |                                   |           |
| 1991 |            | 131                              |                                | 100                          |                                   |           |
| 1992 |            | 159                              |                                | 100                          |                                   |           |
| 1993 |            | 172                              |                                | 100                          |                                   |           |
| 1994 |            | 202                              |                                | 90                           |                                   |           |
| 1995 |            | 282                              |                                | 78                           |                                   |           |
| 1996 |            | 259                              |                                | 68                           |                                   |           |
| 1997 |            | 349                              |                                | 63                           |                                   |           |
| 1998 |            | 448                              |                                | 50                           |                                   |           |
| 1999 |            | 540                              |                                | 43                           |                                   |           |
| 2000 |            | 629                              |                                | 36                           |                                   |           |
| 2001 |            | 783                              |                                | 33                           |                                   |           |
| 2002 |            | 803                              |                                | 34                           |                                   |           |
| 2003 |            | 836                              |                                | 33                           |                                   |           |
| 2004 |            | 871                              |                                | 32                           |                                   |           |
| 2005 | 9.000.000  | 984                              |                                | 20                           |                                   |           |
| 2006 | 10.721.657 | 1278                             |                                | 17                           | 12.218.316                        |           |
| 2007 |            | 1176                             | -31,4                          |                              |                                   | 3524      |

## Cese de operaciones
Spanair anunció el 27 de enero de 2012, tras la reunión del consejo de administración, que la aerolínea dejaba de volar; el último vuelo aterrizó a las 22.00 horas del viernes y con él puso fin a su operativa.
En un comunicado, la compañía justificó el cese de operaciones por "la falta de visibilidad financiera para los próximos meses", como medida de prudencia y seguridad.
Un portavoz de la aerolínea explicó que preveían presentar concurso de acreedores y que la decisión de cese afectaría a 300 pasajeros la noche del viernes, suponiendo la anulación de 91 vuelos el sábado y 129 el domingo, con 8.695 y 14.076 pasajeros afectados, respectivamente.
Una parte de la plantilla de Spanair tuvo que trabajar el fin de semana para atender el servicio de atención al cliente y recolocar a los viajeros afectados en vuelos de otras compañías aéreas.
Spanair pagó a sus trabajadores parte de la nómina de enero y ultimó con IATA las devoluciones.
Finalmente, la sección sindical del SEPLA en Spanair presentó el lunes día 30 por la mañana ante el Juzgado de lo Mercantil de Barcelona un concurso necesario de acreedores, con la intención de adelantarse a la empresa. Spanair, con un pasivo de 474 millones de €, anunció por su parte la presentación en breve de un ERE sobre toda la plantilla.
El día 1 de febrero, el Juzgado Mercantil número 10 de Barcelona considera que la solicitud de los pilotos para instar el concurso necesario de la aerolínea se presentó de manera "casi simultánea" a la petición de los abogados de la compañía, y rechaza la petición del Sepla declarando voluntario, "ordinario y de especial trascendencia", el concurso de acreedores de Spanair. La administración concursal recaerá en el grupo Gispert, Abogados y Economistas. Spanair prevé tener finiquitado el proceso concursal y el Expediente de Regulación de Empleo (ERE), que afecta a 2.604 trabajadores directos, en los próximos 30 días.
El Juzgado Mercantil número 10 de Barcelona aprobó el ERE de Spanair, tras el acuerdo alcanzado entre la plantilla y la administración concursal de la aerolínea y el informe emitido por la autoridad laboral. El auto dictado el 27 de febrero supone la extinción de 2.597 contratos
y los afectados ya podrán acceder a la prestación por desempleo y reclamar al Fondo de Garantía Salarial (Fogasa) las indemnizaciones, dado que Spanair no puede afrontar este pago al no disponer de activos suficientes. Dos años después de la quiebra, comenzó el juicio contra la excúpula de Spanair.